# Prova diagnòstica de la COVID-19
Les proves diagnòstiques de la COVID-19 consisteixen en analitzar mostres per avaluar la presència actual o passada del SARS-CoV-2 en les persones. Hi ha dos tipus principals de proves:
- Les que detecten la presència del virus, que s'utilitzen per diagnosticar casos individuals i per permetre a les autoritats de salut pública rastrejar i contenir brots. Es tracta de les basades en la PCR i els tests antigènics ràpids.
- Les que detecten els anticossos (concretament IgM i IgG) produïts en resposta a la infecció, mostren si algú va tenir la malaltia. Són menys útils per diagnosticar infeccions actuals perquè els anticossos poden no desenvolupar-se fins setmanes després de la infecció,[3] s'utilitzen per avaluar la prevalença de la malaltia, que ajuda a l'estimació de la taxa de mortalitat per infecció.[4]

Les autoritats de diferents àrees sanitàries han adoptat protocols de proves variats, incloent a qui provar, la freqüència de proves, protocols d'anàlisi, recollida de mostres i l'ús dels resultats de les proves. Aquesta variació probablement ha afectat significativament les estadístiques reportades, inclosos els casos i les proves, les taxes de mortalitat i la demografia de casos. Com que la transmissió del SARS-CoV-2 es produeix dies després de l'exposició (i abans de l'aparició dels símptomes), hi ha una necessitat urgent de vigilància freqüent i de disponibilitat ràpida de resultats.
L'anàlisi de proves es realitza sovint en laboratoris clínics automatitzats i d'alt rendiment. Com a alternativa, les proves del punt d'atenció es poden fer a consultoris mèdics, llocs de treball, entorns institucionals o centres de trànsit.

## Mètodes

### Detecció del virus

#### Reacció en cadena de la polimerasa de transcripció inversa
La reacció en cadena de la polimerasa (PCR) és un procés que amplifica (replica) un segment d'ADN petit i ben definit molts centenars de milers de vegades, creant-ne prou quantitat per a ser detectat en l'anàlisi. Les mostres de prova es tracten amb certs productes químics que permeten extreure l'ADN. La transcripció inversa converteix l'ARN en ADN. Recordem que el coronavirus és un virus d'ARN.
La reacció en cadena de la polimerasa amb transcriptasa inversa (RT-PCR) utilitza primer la transcripció inversa per obtenir ADN, seguida de la PCR per amplificar aquest ADN, creant el suficient per ser analitzat. La RT-PCR pot detectar SARS-CoV-2, que només conté ARN. El procés RT-PCR generalment requereix unes poques hores.

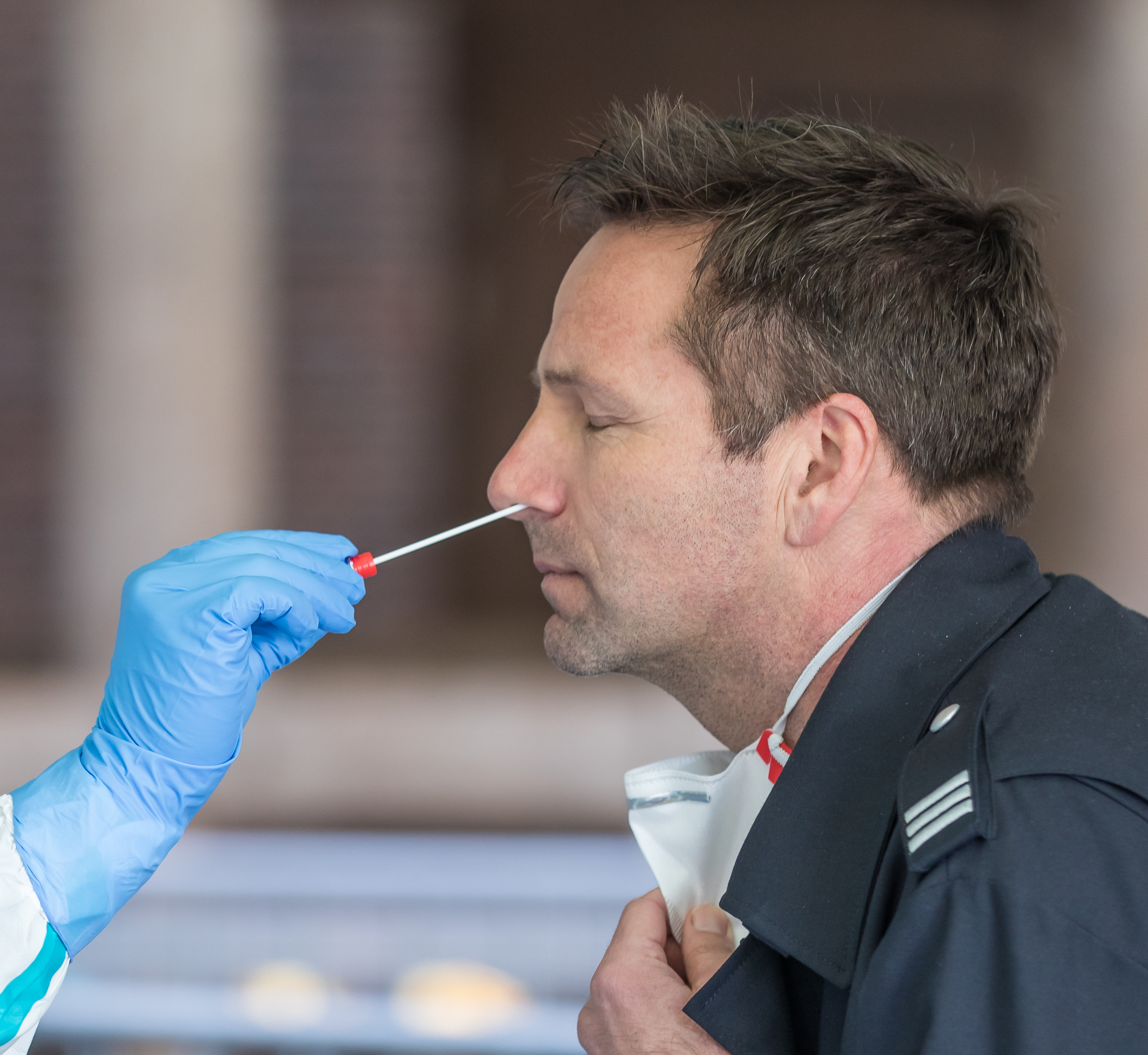
Demostració d'un frotis nasofaringi.
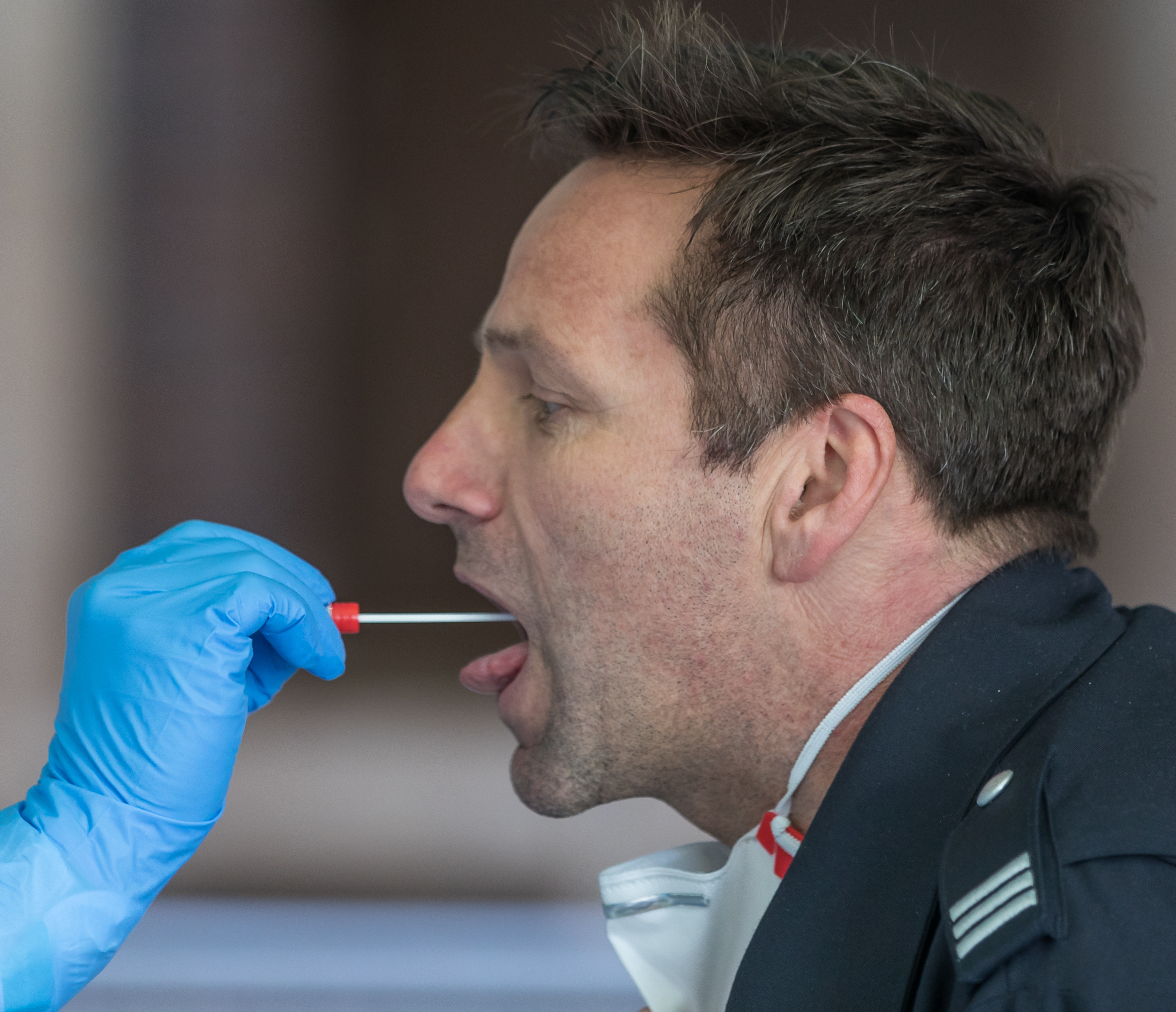
Demostració d'un frotis de la gola.
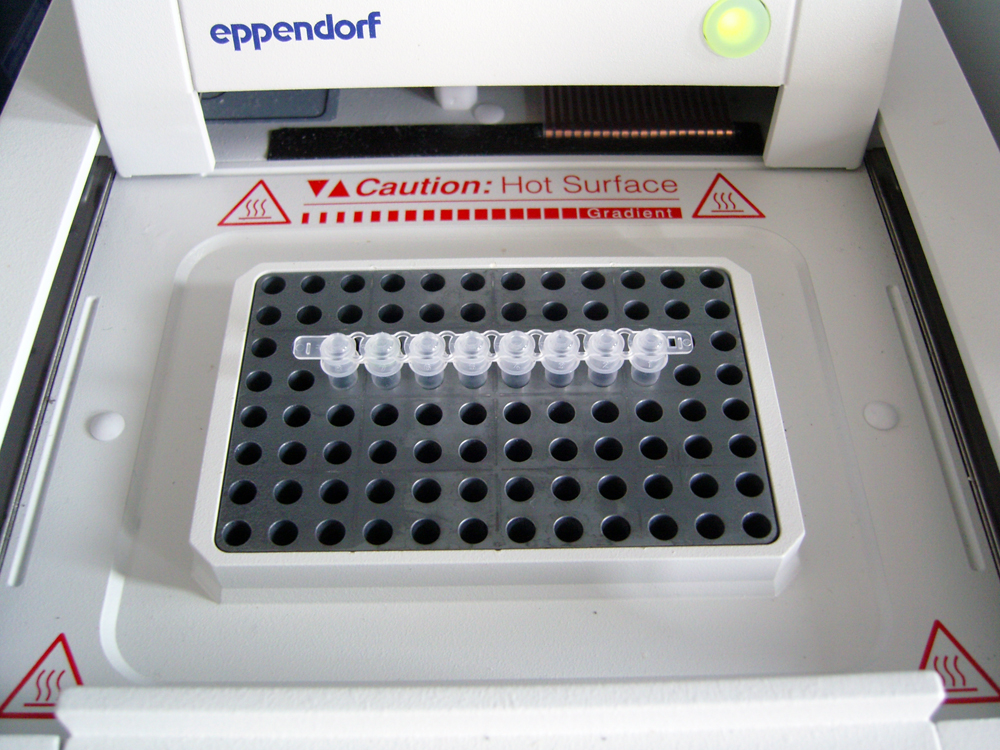
Detall d'un termociclador, utilitzat per la PCR.
- Video d'un frotis nasofaringi.

#### Test ràpid antigènic
Es tracta d'una prova que detecta proteïnes de la superfície viral. En el cas d'un coronavirus, aquestes solen ser les proteïnes de l'espícula viral.
Permet identificar les persones que estan patint una infecció per SARS-CoV-2 si la prova es fa els primers 5 dies de presentar símptomes. De moment, aquesta prova no es fa servir en persones asimptomàtiques. Es realitza amb una mostra del nas i de la gola, que el professional sanitari extreu amb l'ajuda d'un bastonet. Els resultats triguen uns 20 minuts i es donen en el mateix punt d'atenció on s'ha pres la mostra.

### Detecció d'anticossos
- D'immunoglobulina M (IgM)
- D'immunoglobulina G (IgG)

Els anticossos IgM generalment es poden detectar diversos dies després de la infecció inicial, tot i que els nivells al llarg de la infecció no estan ben determinats. Els anticossos IgG generalment es poden detectar 10-14 dies després de la infecció i normalment amb un nivell màxim pels volts dels 28 dies després de la infecció. Aquest patró de desenvolupament d'anticossos observat en altres infeccions a vegades no s'aplica en la COVID-19, així pot ser que la IgM es produeixi després de la IgG, o juntament amb la IgG o que no es produeix en absolut. En general, però, la detecció d'IgM es produeix, de mitjana, als 5 dies després de l'aparició dels símptomes, mentre que la IgG es detecta amb una mitjana de 14 dies després de l'aparició dels símptomes. Els nivells d'IgG disminueixen significativament al cap de dos o tres mesos.